# Беднари (Мазовецьке воєводство)
Беднари (пол. Bednary) — село в Польщі, у гміні Пуща-Марянська Жирардовського повіту Мазовецького воєводства.
Населення — 231 особа (2011).
У 1975-1998 роках село належало до Скерневицького воєводства.

## Демографія
Демографічна структура станом на 31 березня 2011 року:
|          | Загалом | Допрацездатний вік | Працездатний вік | Постпрацездатний вік |
| -------- | ------- | ------------------ | ---------------- | -------------------- |
| Чоловіки | 111     | 21                 | 81               | 9                    |
| Жінки    | 120     | 24                 | 76               | 20                   |
| Разом    | 231     | 45                 | 157              | 29                   |